# 多良間島

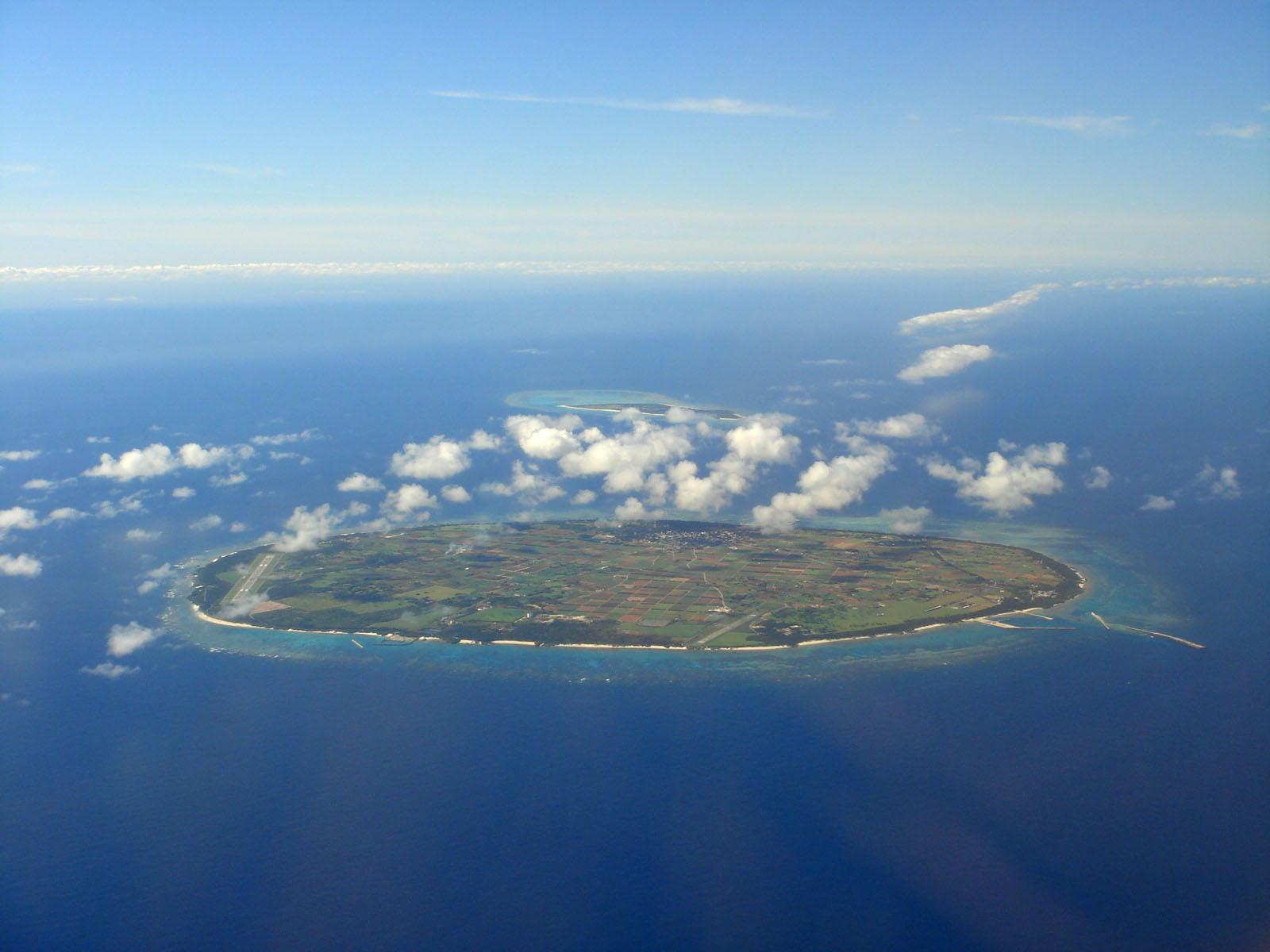
多良間島

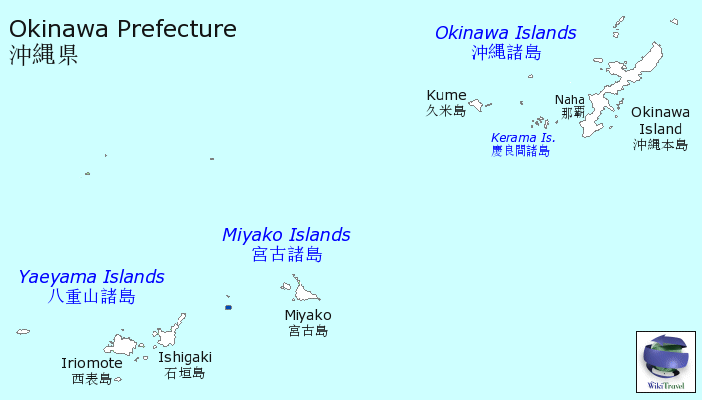
多良間島位置圖

多良間島（日语：／ Tarama-jima */?，琉球語：／ ）位於琉球列島宮古群島宮古島西方約67公里的島嶼，北方約10公里處有水納島，西方距離八重山群島的石垣島約35公里。行政區劃屬於沖繩縣宮古郡多良間村。
全島面積19.75平方公里，為全沖繩縣第11大島嶼，周長16.4公里，島上最高點為北部的「八重山眺望台」，為海拔32.8公尺。島上人口約1,400人。

## 文化財

### 史跡
- 先島諸島火番盛（宮古遠見、八重山遠見） - 日本國定史跡

### 祭典
- 多良間之豐年祭（八月踊り） - 日本國定之重要無形民俗文化財，農曆8月8日開始，一連舉行三天[1]。

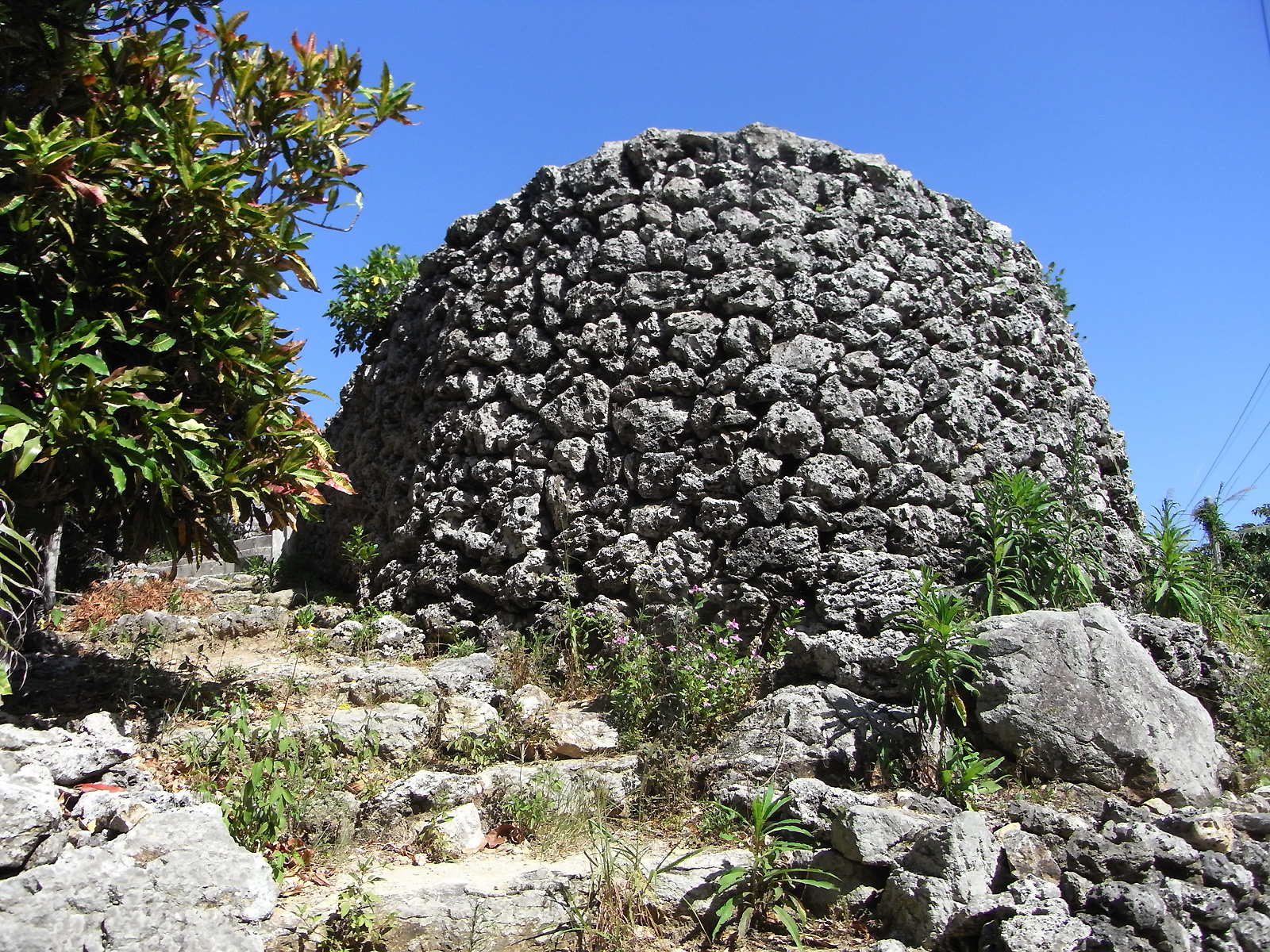
クスクムイ（小城盛）（竹富島）

## 產業
多良間島的名產，為黑糖與山羊料理（ヤギ料理）。島上耕地，幾乎都用來栽種甘蔗及飼養肉用牛，特別是黑糖的單位面積收穫量是沖繩縣最高。。

## 交通
島上設有一座機場，有定期航班飛往鄰近的宮古島和沖繩。

## 外部連結
- （日語）多良間村官方網頁 （页面存档备份，存于）
- （日語）多良間裡
- （日語）多良間介紹[永久]